# クリアー債権回収
クリアー債権回収（クリアーさいけんかいしゅう）は、かつて法務大臣から許可（許可番号・第106号、2006年12月）を受けて事業を行っていた債権回収会社である。
2024年現在、少なくとも債権回収業は廃業しており、商号変更もしくは法人を解散している模様（公式サイトは閉鎖、法務省の債権管理回収業の営業を許可した株式会社一覧から許可番号106号の会社は抹消、国税庁の法人番号公表サイトでも検索できず、グループ中核のクリアックスの公式サイトでも同一社名もしくは債権回収を営むの関連会社の記述が無いことから、少なくとも“クリアー債権回収株式会社”という名で債権回収を行う法人は現存していないことが分かる）。

## 概要
宿泊施設（温泉ホテル旅館）からの債権回収を中心事業としている。
設立者である株式会社スタディー（東京）は、2002年から温泉ホテル旅館の再生を開始、熱海、伊東、伊豆、伊香保など、各地で数十以上の施設を入手、格安ホテルチェーン「伊東園ホテルグループ」として再生させている。当社は、同社による債権回収を容易にする目的で設立されており、同社会長である李支宗は、一連のホテル買収・再生の成功によって「再建王」との異名を持つ。

## 関連グループ
- 株式会社クリアックス
- 株式会社メガトン